# 黃河斷流
黃河斷流是指黄河在1970年代由於中國經濟發展、工業及農業的耗水量增長而被大量被抽走河水所誘發的情況。黃河的徑流量由1950年代的575億立方米，急劇下跌至1990年代中期的187億立方米，黃河的生態系統嚴重退化。鑑於黃河斷流情況嚴重，中國政府自1998年起，開始限制用水及修整河道，於是黃河自2000年起便未曾斷流，不過目前黃河仍會不時乾涸，斷流的威脅仍然存在。

## 历史
从1972年起黄河经常出现断流的情况。据统计：
- 1972年～1979年，断流6次，平均断流7天，平均断流河段长130公里；
- 1980年～1989年，断流7次，平均断流7.4天，平均断流河段长150公里；
- 1990年～1995年，断流8次，平均断流53天，平均断流河段长500公里；
- 1996年，断流达到136天，断流河段长579公里；
- 1997年，断流达到226天，断流河段长700公里。

## 原因
断流的原因有很多，概括起来有自然原因和人为原因两大类。

### 自然原因
1. 全球变暖。随着近年来全球变暖情况的加剧，一方面使得河道的蒸发量大增，另一方面春夏季上游冰川的溶化大量吸收热量，造成内陆局部气温低于往常，这就减小了内陆和海洋之间的温差，进而造成季风减弱，缺少了季风从海面带进内陆的水汽。虽然全球变暖使得冰川融化加大了上游水源的流量，但却抵消不了蒸发量的提高和季风减弱的影响效应。最终造成中下游的水量逐年减少。
2. 上游属干旱半干旱区降水率極少，中游为主要补给区但水土流失严重、季节变化大，下游流域面积小，补给少；

### 人为原因
人类对水资源的不合理利用和对环境的破坏是黄河断流的主要原因。包括：
1. 植被破坏。黄土高原地区植被破坏严重，缺少了植被涵养的土地逐步沙漠化，蒸发量变得更高，土地干燥地下水需要不停的吸收流经河道才能得以补充。
2. 灌溉方式落后。黄河中上游流经的多为经济较不发达的老少边穷地区，缺少节水灌溉的技术和资金，多为大水漫灌，黄河水浪费严重。
3. 流域内人口增长快，人口增长速度远远超过了粮食增长率；
4. 近几十年来，随着社会发展，黄河沿岸工业和城市用水量不断增加，引黄灌溉面积不断扩大；
5. 水库调节能力较低，水资源管理不统一；
6. 水费低廉，低水价唤不起人们的节水意识，工农业用水浪费极大；
7. 环境污染急剧降低黄河水的利用率。

## 影响
黃河斷流將造成的不良影响包括：
- 下游地區用水短缺；
- 破壞河川生態；
- 河床裸露，沙塵增加；
- 河道疏洪能力減弱。

## 对策
自1999年起，中国官方通过统一调度黄河流域水资源，对全河水情、雨情、旱情、引水信息进行监视。2004年12月28日，水利部黄河水利委员会宣布，1999年以来，在流域来水持续偏枯的背景下，黄河连续5年枯水年份不断流。

### 脚注
1. ↑  現代中國2009年8月 雅集出版社有限公司ISBN9789628986866
2. ↑  . 黄河網. 1999年3月24日. （原始内容存档于2005年4月15日）.
3. ↑  . 中国数字科技馆.   [2017-04-21]. （原始内容存档于2009-03-27）.
4. ↑  . 台北市大理高级中学.   [2017-04-21]. （原始内容存档于2019-09-11）.
5. ↑  王明浩. . 中国网. 人民日报. 2004-12-31  [2017-04-21]. （原始内容存档于2017-05-10）.

### 书籍
- 水利部水政水资源司. . 中国水利水电出版社. 1997. ISBN 7801245784.
- 常云昆. . 中国社会科学出版社. 2001. ISBN 7500430981.
- 福嶌義宏. . 昭和堂. 2008. ISBN 4812207754 （日语）.